# Список номинантов и лауреатов премии «Золотая маска» 2005 года
«Золотая маска» — российская национальная театральная премия и фестиваль. «Золотая маска» была учреждена Союзом театральных деятелей России (СТД РФ) в 1993 году (в некоторых источниках назван 1994 год) по инициативе народного артиста СССР М. А. Ульянова (председатель СТД РФ в 1986—1996 годах) и при участии его заместителя В. Г. Урина и драматурга В. В. Павлова.

## О премии
Премия присуждается на конкурсной основе один раз в год по итогам прошедшего театрального сезона за творческие достижения в области театрального искусства, вручается спектаклям всех жанров театрального искусства: драма, опера, балет, оперетта и мюзикл, кукольный театр.
Для определения соискателей премии «Золотая маска» создаётся экспертный совет из числа ведущих театральных критиков, специалистов союза театральных деятелей и его региональных организаций. Состав экспертного совета и его председатель утверждаются секретариатом СТД РФ. Для определения победителей — лауреатов из состава номинантов (тайным голосованием по результатам фестиваля) создаётся два профессиональных жюри — одно для спектаклей театра драмы и театров кукол и второе для спектаклей оперы, оперетты / мюзикла и балета. В состав жюри не могут входить создатели и исполнители спектаклей, участвующих в фестивале, а также члены экспертного совета.

## Лауреаты и события фестиваля «Золотая маска» 2005 года
В Москве фестиваль «Золотая маска» — 2005 года прошёл с 24 марта по 10 апреля.

### Номинанты премии «Золотая маска» 2005 года
Председателем экспертного совета драматического театра и театра кукол стал театральный критик Роман Должанский. В состав экспертного совета вошли: Александр Волков (заместитель начальника Департамента искусств и народного творчества Министерства культуры РФ), Ольга Глазунова (заведующая Кабинетом театров для детей и театров кукол СТД РФ), Екатерина Дмитриевская (театральный критик), Ольга Егошина (театральный критик), Олег Лоевский (директор всероссийского фестиваля «Реальный театр»), Ольга Никифорова (заведующая литературной частью Театра Сатиры на Васильевском острове), Татьяна Тихоновец (театральный критик).
Председателем экспертного совета музыкального театра стала критик и режиссёр Нора Потапова. В состав экспертного совета вошли: Лариса Барыкина (театральный критик), Гучмазова Лейла (балетный критик), Майя Крылова (балетный критик), Виолетта Майниеце (музыкальный критик), Гюляра Садых-заде (музыкальный критик), Марина Чистякова (музыкальный критик).
Таблица номинантов составлена на основании официального опубликованного списка, с группировкой по спектаклям.
Легенда:
  — Спектакль номинирован в номинации «Лучший спектакль»

«–» — Этот аспект спектакля не номинирован
| Конкурс спектаклей драматического театра (спектакль большой формы)                           | Конкурс спектаклей драматического театра (спектакль большой формы) | Конкурс спектаклей драматического театра (спектакль большой формы) | Конкурс спектаклей драматического театра (спектакль большой формы) | Конкурс спектаклей драматического театра (спектакль большой формы) | Конкурс спектаклей драматического театра (спектакль большой формы) |
| -------------------------------------------------------------------------------------------- | ------------------------------------------------------------------ | ------------------------------------------------------------------ | ------------------------------------------------------------------ | ------------------------------------------------------------------ | ------------------------------------------------------------------ |
|                                                                                              |                                                                    |                                                                    |                                                                    |                                                                    |                                                                    |
| Спектакль/номинации                                                                          | лучший спектакль                                                   | лучшая работа режиссёра                                            | лучшая женская роль                                                | лучшая мужская роль                                                | лучшая работа художника                                            |
|                                                                                              |                                                                    |                                                                    |                                                                    |                                                                    |                                                                    |
| «Дон Жуан» Театр имени В. Ф. Комиссаржевской, Санкт-Петербург                                | зелёная ✓                                                          | Александр Морфов                                                   | –                                                                  | Александр Баргман (Дон Жуан)                                       | Александр Орлов                                                    |
| «Дядя Ваня» Театр под руководством Олега Табакова и фестиваль «Черешневый лес», Москва       | зелёная ✓                                                          | Миндаугас Карбаускис                                               | Ирина Пегова (Соня)                                                | Дмитрий Назаров (Астров) • Олег Табаков (Серебряков)               | –                                                                  |
| «Макбет» Саха театр имени П. А. Ойунского, Якутск                                            | зелёная ✓                                                          | Сергей Потапов                                                     | –                                                                  | Пётр Баснаев (Макбет)                                              | Михаил Егоров                                                      |
| «Мещане» Театр имени А. П. Чехова, Москва                                                    | зелёная ✓                                                          | Кирилл Серебренников                                               | Евгения Добровольская (Кривцова) • Алла Покровская (Бессеменова)   | Андрей Мягков (Бессеменов) • Дмитрий Назаров (Тетерев)             | –                                                                  |
| «Ричард III» Театр «Сатирикон», Москва                                                       | зелёная ✓                                                          | Юрий Бутусов                                                       | –                                                                  | Константин Райкин (Ричард)                                         | Александр Шишкин                                                   |
| «Скрипка Ротшильда» Театр юного зрителя, Москва                                              | зелёная ✓                                                          | Кама Гинкас                                                        | –                                                                  | Валерий Баринов (Гробовщик Яков)                                   | Сергей Бархин                                                      |
|                                                                                              |                                                                    |                                                                    |                                                                    |                                                                    |                                                                    |
| Конкурс спектаклей драматического театра (спектакль малой формы)                             |                                                                    |                                                                    |                                                                    |                                                                    |                                                                    |
|                                                                                              |                                                                    |                                                                    |                                                                    |                                                                    |                                                                    |
| «PRO Турандот» Театр «Приют комедианта», Санкт-Петербург                                     | зелёная ✓                                                          | Андрей Могучий                                                     | –                                                                  | –                                                                  | Эмиль Капелюш                                                      |
| «Когда я умирала» Театр под руководством Олега Табакова, Москва                              | зелёная ✓                                                          | Миндаугас Карбаускис                                               | Евдокия Германова (Адди Бандрен)                                   | –                                                                  | –                                                                  |
| «Король умирает» Театр драмы, Омск                                                           | зелёная ✓                                                          | Вячеслав Кокорин                                                   | –                                                                  | Михаил Окунев (Беранже Первый)                                     | –                                                                  |
| «Лестничная клетка» Театр «Около дома Станиславского», Москва                                | зелёная ✓                                                          | Юрий Погребничко и Лилия Загорская                                 | Лилия Загорская (Галя)                                             | –                                                                  | –                                                                  |
| «Правила поведения в современном обществе» Российский академический молодёжный театр, Москва | зелёная ✓                                                          | –                                                                  | Нелли Уварова (Лектор)                                             | –                                                                  | –                                                                  |
| «Три сестры» «Тильзит-театр», Советск                                                        | зелёная ✓                                                          | Евгений Марчелли                                                   | –                                                                  | Виталий Кищенко (Вершинин)                                         | –                                                                  |

| Конкурс спектаклей театров оперы                                | Конкурс спектаклей театров оперы | Конкурс спектаклей театров оперы | Конкурс спектаклей театров оперы   | Конкурс спектаклей театров оперы | Конкурс спектаклей театров оперы | Конкурс спектаклей театров оперы |
| --------------------------------------------------------------- | -------------------------------- | -------------------------------- | ---------------------------------- | -------------------------------- | -------------------------------- | -------------------------------- |
|                                                                 |                                  |                                  |                                    |                                  |                                  |                                  |
| Спектакль/номинации                                             | лучший спектакль                 | лучшая работа режиссёра          | лучшая женская роль                | лучшая мужская роль              | лучшая работа художника          | лучшая работа дирижёра           |
|                                                                 |                                  |                                  |                                    |                                  |                                  |                                  |
| «Аида» Театр оперы и балета, Новосибирск                        | зелёная ✓                        | Дмитрий Черняков                 | Ирина Макарова (Амнерис)           | Олег Видеман (Радамес)           | Дмитрий Черняков                 | Теодор Курентзис                 |
| «Диалоги кармелиток» Театр «Геликон-опера», Москва              | зелёная ✓                        | Дмитрий Бертман                  | Наталья Загоринская (Бланш)        | –                                | Игорь Нежный и Татьяна Тулубьева | Владимир Понькин                 |
| «Леди Макбет Мценского уезда» Музыкальный театр, Ростов-на-Дону | зелёная ✓                        | Сусанна Цирюк                    | Ирина Крикунова (Катерина Львовна) | –                                | Зиновий Марголин                 | Александр Анисимов               |
| «Летучий голландец» Большой театр, Москва                       | зелёная ✓                        | Петер Конвичный                  | Анна Катарина Бенке (Сента)        | Роберт Хэйл (Голландец)          | Йоханнес Лайакер                 | Александр Ведерников             |
| «Макбет» Большой театр, Москва                                  | зелёная ✓                        | Эймунтас Някрошюс                | Елена Зеленская (Леди Макбет)      | Владимир Редькин (Макбет)        | Мариус Някрошюс                  | –                                |
| «Нос» Мариинский театр, Санкт-Петербург                         | зелёная ✓                        | Юрий Александров                 | –                                  | –                                | Зиновий Марголин                 | –                                |
| «Тоска» Театр оперы и балета, Саратов                           | зелёная ✓                        | –                                | Ольга Кочнева (Тоска)              | –                                | –                                | Юрий Кочнев                      |

| Конкурс спектаклей оперетты / мюзикла                                                                    | Конкурс спектаклей оперетты / мюзикла | Конкурс спектаклей оперетты / мюзикла | Конкурс спектаклей оперетты / мюзикла | Конкурс спектаклей оперетты / мюзикла                       |
| --- | ------------------------------------- | ------------------------------------- | ------------------------------------- | ----------------------------------------------------------- |
| |                                       |                                       |                                       |                                                             |
| Спектакль/номинации                                                                                      | лучший спектакль                      | лучшая работа режиссёра               | лучшая женская роль                   | лучшая мужская роль                                         |
| |                                       |                                       |                                       |                                                             |
| «Ромео и Джульетта» Театр «Московская оперетта», Москва                                                  | зелёная ✓                             | –                                     | –                                     | –                                                           |
| «В джазе только девушки» Театр музыкальной комедии, Новосибирск                                          | зелёная ✓                             | Сусанна Цирюк                         | Вероника Гришуленко (Шугар Кейн)      | Александр Выскребенцев (Миллионер) • Дмитрий Суслов (Дафна) |
| «Поминальная молитва или скрипач на крыше» Музыкальный театр под руководством Владимира Назарова, Москва | зелёная ✓                             | Владимир Назаров и Николай Попков     | Людмила Гордиенко (Голда)             | Игорь Томилов (Тевье)                                       |

| Конкурс спектаклей балета                                                 | Конкурс спектаклей балета | Конкурс спектаклей балета                          | Конкурс спектаклей балета |
| ------------------------------------------------------------------------- | ------------------------- | -------------------------------------------------- | --- |
|                                                                           |                           |                                                    | |
| Спектакль/номинации                                                       | лучший спектакль          | лучшая женская роль                                | лучшая мужская роль |
|                                                                           |                           |                                                    | |
| «Магриттомания» Большой театр, Москва                                     | зелёная ✓                 | –                                                  | – |
| «Приношение Баланчину» Мариинский театр, Санкт-Петербург                  | зелёная ✓                 | Ульяна Лопаткина                                   | – |
| «Ромео и Джульетта» Большой театр, Москва                                 | зелёная ✓                 | Мария Александрова (Джульетта)                     | Денис Савин (Ромео) |
| «Серенада» Театр оперы и балета, Пермь                                    | зелёная ✓                 | Елена Кулагина                                     | – |
| «Форсайт в Мариинском» Мариинский театр, Санкт-Петербург                  | зелёная ✓                 | Наталья Сологуб («Форсайт в Мариинском: Steptext») | Андрей Меркурьев («Форсайт в Мариинском: Там, где висят золотые вишни») • Леонид Сарафанов («Форсайт в Мариинском: Головокружительное упоение точностью») |
|                                                                           |                           |                                                    | |
| Конкурс спектаклей балета (современный танец)                             |                           |                                                    | |
|                                                                           |                           |                                                    | |
| «Lazy Suzan» Театр «Провинциальные танцы», Екатеринбург                   | зелёная ✓                 | –                                                  | – |
| «Noise and Silence» Театр танца «Игуан», Санкт-Петербург                  | зелёная ✓                 | –                                                  | – |
| «Голованога» Танцевальная компания «Каннон Данс», Санкт-Петербург         | зелёная ✓                 | –                                                  | – |
| «Знает ли жизнь английская королева?» Театр современного танца, Челябинск | зелёная ✓                 | –                                                  | – |
| «Спиной к стене» Институт танца, Екатеринбург                             | зелёная ✓                 | –                                                  | – |
| «Танцы на взлетной полосе» Проект Н. Фиксель, Москва                      | зелёная ✓                 | –                                                  | – |
| «Тряпичный угол» Эксцентрик-балет Сергея Смирнова, Екатеринбург           | зелёная ✓                 | –                                                  | – |

| Конкурс спектаклей театров кукол                           | Конкурс спектаклей театров кукол | Конкурс спектаклей театров кукол | Конкурс спектаклей театров кукол |
| ---------------------------------------------------------- | -------------------------------- | -------------------------------- | -------------------------------- |
|                                                            |                                  |                                  |                                  |
| Спектакль/номинации                                        | лучший спектакль                 | лучшая работа режиссёра          | лучшая работа художника          |
|                                                            |                                  |                                  |                                  |
| «Athanatomania» Театр «Сказка», Абакан                     | зелёная ✓                        | Евгений Ибрагимов                | Сергей Иванников                 |
| «Всадник CUPRUM» Театр «Кукольный формат», Санкт-Петербург | зелёная ✓                        | Анна Викторова                   | Анна Викторова                   |
| «Забытая сказка» Театр кукол, Пенза                        | зелёная ✓                        | Владимир Бирюков                 | Виктор Никоненко                 |
| «Человек» Театр Актера и Куклы республики Саха, Нерюнгри   | зелёная ✓                        | Пётр Скрябин                     | Ольга Лупанова                   |

| «Новация»                                                                 | «Новация»        |
| ------------------------------------------------------------------------- | ---------------- |
|                                                                           |                  |
| Спектакль/номинации                                                       | лучший спектакль |
|                                                                           |                  |
| «Акценты» Театр «Тор9», Санкт-Петербург                                   | зелёная ✓        |
| «Апокалипсис» Театр «Тень», Москва                                        | зелёная ✓        |
| «Господин Кармен» Театр «АХЕ», Санкт-Петербург                            | зелёная ✓        |
| «Песни дождя» Театр пластической драмы «Человек» им. Н. Дугар-Жабон, Омск | зелёная ✓        |
| «Триада» Театр «черноеНЕБОбелое», Москва                                  | зелёная ✓        |

### Лауреаты премии «Золотая маска» 2005 года
Председателем жюри драматического театра и театров кукол стала театральный критик Инна Соловьёва. В состав жюри вошли: Алексей Бартошевич (театровед, историк театра), Александр Борок (режиссёр), Василий Бочкарев (актёр), Михаил Бычков (режиссёр), Анатолий Голубовский (главный редактор радиостанции «Культура»), Марина Давыдова (театральный критик), Григорий Дитятковский (режиссёр), Светлана Замараева (актриса), Наталия Каминская (театральный критик), Майя Кобахидзе (начальник управления современного искусства Федерального агентства по культуре и кинематографии РФ), Эдуард Кочергин (театральный художник), Владимир Оренов (театральный критик, режиссёр), Юлия Рутберг (актриса), Марина Тимашева (театральный критик), Валерий Яковлев (актёр, режиссёр).
Председателем жюри музыкальных театров выступил композитор Родион Щедрин. В состав жюри вошли: Екатерина Бирюкова (музыкальный критик), Павел Бубельников (дирижёр), Ара Карапетян (дирижёр), Наталья Касаткина (балетмейстер), Наталья Курюмова (критик, теоретик танца), Марина Нестьева (музыковед), Вячеслав Окунев (театральный художник), Майя Плисецкая (артистка балета), Мария Ратанова (критик, историк балета), Дмитрий Родионов (главный редактор журнала «Сцена»), Тамара Синявская (певица), Кирилл Стрежнев (режиссёр), Александр Титель (режиссёр), Елена Третьякова (музыкальный критик).
Церемония вручения премий «Золотая маска» состоялась 11 апреля в Театре им. Моссовета. Режиссёром церемонии выступила Нина Чусова, которая оформила его в виде спортивного мероприятия. Зал театра был оформлен эмблемами спортклубов, вели церемонию спортивный комментатор Василий Уткин и актриса Инга Оболдина, призы вручали известные спортсмены вместе с драматическими актерами. По мнению газеты «Коммерсантъ» «страсти кипели как на футболе».
Критики отметили более слабую программу драматического театра, чем в прошлом году. По мнению обозревателя Дины Голдберг («Русский Журнал»), распределение призов в драме «было предсказано». «Самым большим проколом» фестиваля редакторы газеты «Известия» назвали победу в номинации «Лучший спектакль современного танца» спектакля «Тряпичный угол» екатеринбургского эксцентрик-балета Сергея Смирнова, который, по их мнению, сильно проигрывал конкурентам. «Тряпичный угол» был также раскритикован и редакторами «Коммерсанта» и, по их словам, решение жюри вызвало удивление среди зрителей. Редакторы газеты «Коммерсантъ» обратили внимание на то, что в жюри музыкальных театров входят только три человека, профессионально разбирающихся в балете: артистка балета Майя Плисецкая, балетмейстер Наталья Касаткина и историк балета Мария Ратанова. В связи с этим результаты премии в номинациях, связанных с балетом, виделись им наиболее непредсказуемыми, но оказались при этом, по их мнению, довольно адекватными и совпали с мнениями корреспондентов «Коммерсанта».
Таблица лауреатов составлена на основании положения о премии (от октября 2000 года) и официального опубликованного списка лауреатов.
Легенда:
     — Лауреаты премий в основных номинациях

     — Лауреаты премий в частных номинациях

 — Премия не присуждалась
| Конкурс                                                          | Номинация                                             | Победитель                                 | Произведение (роль)                                      | Театр (учреждение)                                                 |
| ---------------------------------------------------------------- | ----------------------------------------------------- | ------------------------------------------ | -------------------------------------------------------- | ------------------------------------------------------------------ |
|                                                                  |                                                       |                                            |                                                          |                                                                    |
| Конкурс спектаклей драматического театра                         | Лучший спектакль большой формы                        | «Скрипка Ротшильда»                        | «Скрипка Ротшильда»                                      | «Московский театр юного зрителя», Москва                           |
| Конкурс спектаклей драматического театра                         | Лучший спектакль малой формы                          | «Когда я умирала»                          | «Когда я умирала»                                        | Театр п/р О. Табакова, Москва                                      |
| Конкурс спектаклей драматического театра                         | Лучшая работа режиссёра                               | Миндаугас Карбаускис                       | «Когда я умирала»                                        | Театр п/р О. Табакова, Москва                                      |
| Конкурс спектаклей драматического театра                         | Лучшая работа художника-постановщика                  | Сергей Бархин                              | «Скрипка Ротшильда»                                      | Московский театр юного зрителя, Москва                             |
| Конкурс спектаклей драматического театра                         | Лучшая женская роль                                   | Ирина Пегова                               | «Дядя Ваня»                                              | Театр п/р О. Табакова, Москва и фестиваль «Черешневый лес», Москва |
| Конкурс спектаклей драматического театра                         | Лучшая мужская роль                                   | Константин Райкин                          | «Ричард III»                                             | «Сатирикон», Москва                                                |
|                                                                  |                                                       |                                            |                                                          |                                                                    |
| Конкурс спектаклей театров оперы                                 | Лучший спектакль                                      | «Аида»                                     | «Аида»                                                   | Театр оперы и балета, Новосибирск                                  |
| Конкурс спектаклей театров оперы                                 | Лучшая работа режиссёра                               | Дмитрий Черняков                           | «Аида»                                                   | Театр оперы и балета, Новосибирск                                  |
| Конкурс спектаклей театров оперы                                 | Лучшая работа дирижёра                                | Александр Анисимов                         | «Леди Макбет Мценского уезда»                            | Музыкальный театр, Ростов-на-Дону                                  |
| Конкурс спектаклей театров оперы                                 | Лучшая женская роль                                   | Ирина Макарова                             | «Аида» (Амнерис)                                         | Театр оперы и балета, Новосибирск                                  |
| Конкурс спектаклей театров оперы                                 | Лучшая мужская роль                                   | Робер Хэйл                                 | «Летучий голландец» (Голландец)                          | Большой театр, Москва                                              |
|                                                                  |                                                       |                                            |                                                          |                                                                    |
| Конкурс спектаклей оперетты / мюзикла                            | Лучший спектакль                                      | «В джазе только девушки»                   | «В джазе только девушки»                                 | Театр музыкальной комедии, Новосибирск                             |
| Конкурс спектаклей оперетты / мюзикла                            | Лучшая работа режиссёра                               | N [ 12 ]                                   | N [ 12 ]                                                 | N [ 12 ]                                                           |
| Конкурс спектаклей оперетты / мюзикла                            | Лучшая работа дирижёра                                | N [ 12 ]                                   | N [ 12 ]                                                 | N [ 12 ]                                                           |
| Конкурс спектаклей оперетты / мюзикла                            | Лучшая женская роль                                   | N [ 12 ]                                   | N [ 12 ]                                                 | N [ 12 ]                                                           |
| Конкурс спектаклей оперетты / мюзикла                            | Лучшая мужская роль                                   | Александр Выскрибенцев                     | «В джазе только девушки» (Миллионер)                     | Театр музыкальной комедии, Новосибирск                             |
|                                                                  |                                                       |                                            |                                                          |                                                                    |
| Конкурс спектаклей балета                                        | Лучший спектакль балета                               | «Форсайт в Мариинском»                     | «Форсайт в Мариинском»                                   | Мариинский театр, Санкт-Петербург                                  |
| Конкурс спектаклей балета                                        | Лучший спектакль современного танца                   | «Тряпичный угол»                           | «Тряпичный угол»                                         | Эксцентрик-балет Сергея Смирнова, Екатеринбург                     |
| Конкурс спектаклей балета                                        | Лучшая работа постановщика (балетмейстера/хореографа) | N [ 12 ]                                   | N [ 12 ]                                                 | N [ 12 ]                                                           |
| Конкурс спектаклей балета                                        | Лучшая женская роль                                   | Наталия Сологуб                            | «Форсайт в Мариинском»                                   | Мариинский театр", Санкт-Петербург                                 |
| Конкурс спектаклей балета                                        | Лучшая мужская роль                                   | Андрей Меркурьев                           | «Форсайт в Мариинском»                                   | Мариинский театр, Санкт-Петербург                                  |
|                                                                  |                                                       |                                            |                                                          |                                                                    |
| Конкурс спектаклей театров кукол                                 | Лучший спектакль                                      | «Всадник Cuprum»                           | «Всадник Cuprum»                                         | «Кукольный формат», Санкт-Петербург                                |
| Конкурс спектаклей театров кукол                                 | Лучшая работа режиссёра                               | Анна Викторова                             | «Всадник Cuprum»                                         | театр «Кукольный формат», Санкт-Петербург                          |
| Конкурс спектаклей театров кукол                                 | Лучшая работа художника                               | Сергей Иванников                           | «Athanatomania»                                          | Хакасский национальный театр кукол «Сказка», Абакан                |
| Конкурс спектаклей театров кукол                                 | Лучшая актёрская работа                               | N [ 12 ]                                   | N [ 12 ]                                                 | N [ 12 ]                                                           |
|                                                                  |                                                       |                                            |                                                          |                                                                    |
| Из номинантов на звание «Лучший спектакль» — музыкальных театров | Лучшая работа художника в музыкальном театре          | Зиновий Марголин                           | «Леди Макбет Мценского уезда»                            | Музыкальный театр, Ростов-на-Дону                                  |
|                                                                  |                                                       |                                            |                                                          |                                                                    |
| Новация                                                          | Лучший спектакль                                      | «Апокалипсис»                              | «Апокалипсис»                                            | театр «Тень», Москва                                               |
|                                                                  |                                                       |                                            |                                                          |                                                                    |
| Специальные премии                                               |                                                       |                                            |                                                          |                                                                    |
|                                                                  |                                                       |                                            |                                                          |                                                                    |
| Специальные премии жюри                                          |                                                       |                                            |                                                          |                                                                    |
| Специальная премия жюри драматического театра                    | «Макбет» по Э. Ионеско                                | «Макбет» по Э. Ионеско                     | «Саха академический театр имени П. А. Ойунского», Якутск |                                                                    |
| Специальная премия жюри драматического театра                    | Александр Ронис                                       | «PRO Турандот» (Калаф)                     | «Приют Комедианта», Санкт-Петербург                      |                                                                    |
| Специальная премия жюри музыкальных театров                      | Людмила Глухова                                       | «Песни дождя»                              | театр пластической драмы «ЧелоВЕК», Омск                 |                                                                    |
| Специальная премия жюри музыкальных театров                      | хор Большого театра                                   | «Макбет» и «Летучий голландец»             | Большой театр, Москва                                    |                                                                    |
| Приз критики                                                     | «Аида»                                                | «Аида»                                     | Театр оперы и балета, Новосибирск                        |                                                                    |
| Приз зрительских симпатий Nescafe Gold                           | «Ричард III»                                          | «Ричард III»                               | «Сатирикон», Москва                                      |                                                                    |
| Лучший зарубежный спектакль, показанный в России в 2004 гощу.    | N [ 12 ]                                              | N [ 12 ]                                   | N [ 12 ]                                                 |                                                                    |
|                                                                  |                                                       |                                            |                                                          |                                                                    |
| За честь и достоинство                                           | Николай Пастухов • Георгий Хугаев                     | За поддержку театрального искусства России | За поддержку театрального искусства России               | губернатор Челябинской области Пётр Сумин • «Аэрофлот»             |